# Alchemilla ladislai
Alchemilla ladislai är en rosväxtart som beskrevs av Pawl.. Alchemilla ladislai ingår i släktet daggkåpor, och familjen rosväxter. Inga underarter finns listade i Catalogue of Life.